# Asphondylia recondita
Asphondylia recondita är en tvåvingeart som beskrevs av Osten Sacken 1875. Asphondylia recondita ingår i släktet Asphondylia och familjen gallmyggor. Inga underarter finns listade i Catalogue of Life.